# 自由民主 (報紙)
《自由民主》（日语：／ Jiyū Minshū */?）是日本的政黨自由民主黨的機關報，由黨內廣報本部新聞出版局出版。
一般內容會報或黨總裁、執行部役員、閣員的信心和訪談，還有介紹黨本部和都道府縣支部的專門欄目。較少刊載時事有關報導。
《自由民主》有紙質版、網絡版、盲文版三種形式。紙質版毎週星期二發行，網絡版毎週星期三更新，盲文版隔月（奇數月中旬）出版。

## 外部連結
- （日語）《自由民主》簡介 （页面存档备份，存于）